# The Darkest Hour (film 1919)
The Darkest Hour è un film muto del 1919 diretto da Paul Scardon.

## Trama
A New York, Lee Austin sta per mettere in trappola il ricco Peter Schuyler facendolo sposare con Marion Dinsmore, una sua complice, che - dopo il matrimonio, è intenzionata a chiedere il divorzio, facendosi liquidare una grossa somma da Schuyler. Ma Peter rovina i piani dei due: colpito alla testa da alcuni ladri, perde la memoria. Senza ricordare nulla del suo passato, Peter - con il nome di John Doe - trova lavoro in un campo di boscaioli nei territori del Nord-Ovest dove conosce e si innamora di Justine, la nipote del manager del campo, Joe Bouvier. Peter/John Doe sposa Justine ma, un giorno, si trova a lottare con Bouvier che lo colpisce alla testa, facendogli ritrovare la memoria. Al tempo stesso, però, Peter dimentica tutto ciò che riguarda il periodo di tempo dove lui è stato John Doe. Ritornato a New York, Austin e Marion gli mostrano un falso certificato di matrimonio, facendogli credere di essere sposato. Ma Justine, aiutata dal medico di Peter, gradualmente fa recuperare la memoria al marito che, alla fine, ricorda tutto, anche di non essersi mai sposato con Marion e torna felicemente insieme a Justine.

## Produzione
Il film fu prodotto dalla Vitagraph Company of America.

## Distribuzione
Distribuito dalla Vitagraph Company of America, il film - presentato da Albert E. Smith - uscì nelle sale cinematografiche statunitensi nel dicembre 1919.